# Kovács Attila (zeneszerző)
Kovács Attila (Veszprém, 1953. november 5. –) magyar zeneszerző, zongorista.

## Pályafutása
Zongoristaként dzsessz-, dzsessz-rock-, funky- és kortárs műveket ad elő. Több önálló zenei estet adott, előadásokat tart gimnáziumokban és egyetemeken.

## Főbb művei
- Börtönmusical (1992)
- Gizella (rockopera, 1993)
- Emberke tragédiája (1995)
- Csipkerózsikaland (1999)
- A pofon (1999)
- Bábos Dániel (1999)
- Veszprémi mise (1999)
- István (rockopera, 2000)
- Kinizsi Pál (musical, 2002)